# スチューデント (映画)
『スチューデント』 (L'Étudiante) は、クロード・ピノトー監督による1988年のフランス・イタリア合作映画。原題は「学生」の女性形。
『ラ・ブーム』『ラ・ブーム2』とほぼ同じ制作スタッフで、主演も同じくソフィー・マルソー。イタリアではラ・ブームの第3作を意味するIl tempo delle mele 3と題されているが、主人公の名前や出身などの設定が異なっている。

## あらすじ
ヴァランティーヌ：バスク出身、正義感が強く直情的でやきもちやき、ソルボンヌの古典文学を専攻する学生、バカロレア対策の予備校で、また外のコレージュ（中学校）でも補助教員として授業をしながら、教員資格取得に向け試験準備に忙しい。
ネッド：政治に無関心で女にルーズな28歳、離婚経験あり、国立音楽院を卒業した売れない作曲家、ジャズロックのバンド"Vol de Nuit"（夜間飛行）のキーボード・シンセサイザー奏者として地方公演に出ながら、映画音楽採用に向けデモテープ製作に忙しい。
性格も、嗜好も、住む世界も、生活時間帯も対照的な2人。スキー場のロープウェイ車内で出会った2人は電話でお互いの声を確かめ、衝突しながらも時間をやりくりしてふたりの時を重ねる。
筆記も終わり、大詰め口述試験、ヴァランティーヌがくじで引いた課題はモリエールの『人間嫌い』だった。行き違いをただそうと公聴会会場に追ってきたネッドを視野に認め、答弁を進める中で自らの感情を確かめた。

## 出演
- ソフィー・マルソー
ヴァランティーヌ・エスケラ (Valentine Ezquerra)
- ヴァンサン・ランドン
通称ネッド、エドゥアール・ジャンセン (Ned, Édouard Jansen)
- エリザベート・ヴィタリ
セリーヌ (Céline)：ヴァランティーヌの同級生でルームメイト
- ジャン＝クロード・ルゲ（フランス語版）
シャルリー (Charly)：ネッドの友人
- エレナ・ポンペイ (Elena Pompei)
パトリシア (Patricia)：ネッドの女友達
- ロベルト・アッティアス (Roberto Attias)
フィリッペ (Philippe)：イタリア人学生、ヴァランティーヌのルームメイト
- ブリジット・シャマランド (Brigitte Chamarande)
クレール (Claire)：看護婦、ヴァランティーヌのルームメイト
- クリスチャン・ペレイラ (fr)
セルジュ・テシエ (Serge Tessier)：文学の教師、ヴァランティーヌのルームメイト、フランス国立行政学院進学準備中
- カメオ出演（クレジットなし）
女優のマリー＝クリスティーヌ・バロー、映画監督のエリ・シュラキ、ジャーナリストのジャック・シャンセル (fr)
- スタッフの顔出し（クレジットなし）
音楽のウラディミール・コスマはオーケストラ指揮者、脚本のダニエル・トンプソンはレストランでネッドに話をする業界人、記録のイザベル・テヴネ (Isabelle Thévenet) は録音中のスクリプター。

## 製作
- ゴーモン
- TF1
- チェッキ・ゴーリ・グルッポ・タイガー・チネマトグラフィカ（ローマ）

## 主題歌
ウラディミール・コスマの作曲による主題歌You Call It Loveは、ユーロビジョン1988年大会のノルウェー代表Karoline Krüger (en fr no) が歌っている。

## 登場する実在の事物
時代、地域を強く示すもののみ
- リヨン駅：スキーから戻ったネッドがヴァランティーヌを見つけて地下鉄駅に急ぐ。
- ポンヌフ駅：ヴァランティーヌの仮住まい最寄り。ポンヌフを渡るシーンもある。
- ソルボンヌ大学：ヴァランティーヌの通う大学。古典文学の専攻があるパリ第3大学またはパリ第4大学と考えられる。
- パリ国立高等音楽・舞踊学校：ネッドの通っていた国立の音楽院。「コンセルヴァトワールに行っていた、ピアノだ」と言っている。画面には映らない。
- 電話：コードレス電話やカード式公衆電話は作中に登場していない。フランスでのテレホンカードの導入は1984年。
- モリエール：『人間嫌い』がヴァランティーヌの口述試験課題になった。公聴会会場となった大講義室壁面に肖像画が掲げられている。
- ディジョン：ネッドの公演先グルノーブルとパリのほぼ中間。ネッドは車で、ヴァランティーヌはTGVで向かう。
- ポンピドゥー・センター：エスカレーターで降りるシーンがある。玄関前広場でネッドの前妻、前妻の連れ子と待ち合わせをしている。